# Coca-Cola Hellenic Bottling Company
Coca-Cola HBC AG, позната и као Coca-Cola Hellenic Bottling Company, је трећа по величини пунионица Кока-коле на свету, са продајом од више од 2 милијарде флаша годишње. Основано 1969. године у Атини, седиште је измештено у Штајнхаузен.